# صمدالله محمدی
صمدالله محمدی سیاستمدار مستقل ایرانی است. وی موفق شد در یازدهمین انتخابات مجلس شورای اسلامی که در تاریخ ۲ اسفند ۱۳۹۸ برگزار شد، با کسب ۱۸ هزار و ۲ رای از مجموع ۵۸ هزار و ۷۴۸ رای ماخوذه، از حوزه انتخابیه بافت، رابر و ارزوئیه از استان کرمان انتخاب گردد و به مجلس راه یابد.

صمدالله محمدی

عملکرد آقای محمدی و مضافا صداقت و تواضع ایشان و دوری از سیاسی کاری باعث اعتماد بیشتر مردم به ایشان و افزایش ۶ هزار رای در دوازدهمین دوره انتخابات مجلس شورای اسلامی نسبت به دوره یازدهم شد. هر چند با کسب ۲۴ هزار و ۱۰۲ رای از مجموع ۶۲ هزار و ... رای ماخوذه، ایشان از ورود به دوره دوازدهم مجلس شورای اسلامی باز نگه داشته شد اما مردم بافت، رابر و ارزوئیه، ایشان را برای همیشه خدمتگذاری صادق، منادی گفتمان وحدت و از جنس خود می دانند. ایشان از نوجوانی در زمینه های اجتماعی فعال بودند و چندین مرحله با عنوان بسیجی به جبهه جنگ ایران و عراق رفته و در عملیات ...... مجروح و به افتخار جانبازی نائل شدند. 

## اقدامات:
ایشان همواره بزرگترین دغدغه حوزه انتخابیه خود را، بیکاری جوانان و تبعات ناشی از بیکاری بیان نموده و راهکار جهت ایجاد شغل را در جذب سرمایه با توجه به پتانسیل های گردشگری، کشاورزی و معادن می دانستند. از آنجائی که مانع اصلی ورود سرمایه گذار نبود زیر ساخت، آب، برق و جاده مناسب بود. از این رو، ایشان به دور از سیاسی کاری و تبلیغات، نسبت به رفع موانع جذب سرمایه گذار و گشودن گره از کار مردم از طریق زیرساخت و توسعه بود.
از مهمترین اقدامات ایشان، پیگیری جهت تسهیل ورود سرمایه گذاران به سه شهرستان بافت، رابر و ارزوئیه موارد زیر می باشد:
- حوزه زیر ساخت:

شهرستان های بافت، رابر و ارزوئیه دارای پتانسیل های متعدد معدنی از جمله کرومیت، منگنز، آهن، مس و طلا می باشد که ایجاد صنعت فرآوری این مواد معدنی و توسعه صنعتی این مناطق در گرو تامین آب صنعتی و برق می باشد. علاوه بر دو موضوع تامین آب و برق صنعتی، جاده مناسب نیز از الزامات توسعه و جذب سرمایه گذار می باشد. لذا از انتقادات مکرر آقای محمدی نماینده مردم شهرستانهای بافت، رابر و ارزوئیه به دولتمردان و به خصوص وزارت صنعت، معدن و تجارت (صمت) و وزارت راه، مسکن و شهرسازی، توزیع ناعادلانه صنایع و منابع مالی در استان بود به نحوی که شهرستانهای بافت، رابر و ارزوئیه در این زمینه مظلوم واقع شده و سهم ناچیزی داشته اند.
در این راستا، آقای محمدی تلاش زیادی برای تامین منابع مالی ساخت جاده، نیروگاه برق خورشیدی، ایجاد خط انتقال برق و پست توزیع برق و همچنین تغییر مسیر انتقال آب به مجتمع مس درآلو از مسیر بردسیر به درآلو به مسیر سیرجان، بافت، رابر و درآلو داشتند که با تحقق و اجرای کامل آنها تا پایان سال ۱۴۰۴، زمینه جذب سرمایه گذاری های متعددی به خصوص در حوزه فرآوری مواد معدنی و اشتغالزایی و افزایش رفاه مردم را ایجاد می گردد. 
موارد زیر از جمله پیگیریهای و کارنامه درخشان آقای صمدالله محمدی نماینده مردم شهرستان های بافت، رابر و ارزوئیه در دوره یازدهم مجلس شورای اسلامی می باشد.
- حوزه آب صنعتی

انتقال آب خلیج فارس: آب مولفه اصلی زیرساخت و نقش موثری در توسعه صنعتی و رشد اقتصادی دارد. طرح اولیه انتقال آب به مجتمع مس درآلو از خط انتقال آب خلیج فارس از مسیر رفسنجان، باغین، بردسیر و درآلو بود که اقای محمدی پیگیر تغییر مسیر از طریق حاجی آباد ارزوییه بافت رابر بودند که خوشبختانه انتقال آب از مسیر سیرجان به بافت و رابر که دارای مسیر کوتاه تر و هزینه کمتری نسبت به مسیر حاجی آباد بود عملیاتی گردید.  در صورت مشارکت شرکتهای صنعتی مستقر در بافت (پتروشیمی، فولاد بافت، فروکروم و ...) در هزینه خط انتقال آب، زمان بهره برداری زودتر محقق می گردد. 
خبر خوش موافقت انتقال آب از مسیر سیرجان بافت رابر در اسفند ماه ۱۴۰۲ و خبر شروع عملیات اجرائی در اردیبهشت ماه ۱۴۰۳توسط آقای محمدی به مردم شریف بافت، رابر و ارزوئیه اعلام گردید. ایشان اعلام نمودند انشعاب خط انتقال آب خلیج فارس از مسیر بافت به پتروشیمی دشتاب و از مسیر حاجی آباد به ارزوئیه را پیگیری می نمایند.
لازم به ذکر است پروژه انتقال آب خلیج فارس، جهت تامین پایدار آب به ویژه در صنایع آب توسط شرکت واسکو با سرمایه گذاری شرکت گل گهر (۴۵ درصد) شرکت ملی مس ایران (۳۳ درصد) و شرکت چادرملو (۲۲ درصد) از مسیر بندرعباس به سیرجان و در ادامه سرچشمه و یزد با ظرفیت شیرین سازی ۱۸۰ میلیون مترمکعب در سال و کیفیت هزار پی پی ام اجرا شده است. قیمت هر متر مکعب اب در منطقه سیرجان حدود دو نیم یورو و هر صنعتی که در مسیر به آب نیاز داشته باشد می تواند از شرکت واسکو خریداری نماید و در صورت نیاز به آب شیرین تر، باید با هزینه خود نمک زدایی کند . 
البته انتقال آب خلیج فارس و دریای عمان به سیستان و بلوچستان، خراسان جنوبی و خراسان رضوی نیز توسط شرکت ایمواسکو با سرمایه گذاری شرکت گل گهر و گهر زمین (۳۵ درصد)، فولاد مبارکه (۲۰ درصد) ملی مس (۱۵ درصد)، چادرملو (۱۵ درصد)، فولاد خراسان (۱۵ درصد)، فولاد اپال پارسیان (۵ درصد) با ظرفیت ۴۶۰ میلیون مترمکعب در حال انجام می باشد که اجرای این پروژه یکصد هزار میلیارد تومان هزینه دارد. 
همچنین انتقال آب از خلیج فارس به اصفهان توسط شرکت صفه با سرمایه گذاری فولاد مبارکه، ذوب آهن اصفهان، پالایشگاه اصفهان، شهرداری اصفهان، اتاق بازرگانی اصفهان و نیروگاه شهید منتظری اصفهان با ظرفیت سالانه ۲۰۰ میلیون مترمکعب و هزینه ۴۰ هزار میلیارد تومان در برنامه قرار دارد.   
پیگیری اجرای شبکه فاضلاب بافت، رابر، بزنجان و وکیل آباد: تصفیه فاضلاب شهری، یکی از راهکارهای مناسب است که ضمن حفظ بهداشت و جلوگیری از ورود آلودگی به آبهای زیرزمینی، نسبت به تامین آب صنعتی و یا کشاورزی مفید است. در این راستا، آقای محمدی پیگیری های متعددی برای پروژه های اجرای فاضلاب انجام داده اند که عبارتند از: 
بافت: اخذ موافقت شرکت فولاد بافت جهت سرمایه گذاری در پروژه فاضلاب بافت
رابر: 1.انعقاد تفاهم نامه اجرای شبکه فاضلاب شهر رابر با سرمایه گذاری شرکت ملی مس ایران  2.پیگیری تسریع در احداث تصفیه خانه و تامین آب شرب شهر رابر
بزنجان: پیگیری شبکه فاضلاب بزنجان در مرحله جذب سرمایه گذار می باشد.
وکیل آباد: پیگیری شبکه فاضلاب وکیل آباد دارای پیشرفت86درصد بوده و با تکمیل تصفیه خانه آماده بهره برداری می  باشد.
مهار آب های سطحی: افزایش ارتفاع سد بافت و انجام مطالعات احداث سد زردشت، از دیگر مواردی است که برای تامین پایدار آب شرب، کشاورزی و صنعتی در دست پیگیری و انجام تشریفات قانونی بوده است. 
- حوزه برق

نیروگاه خورشیدی: مجوز احداث اولین شهرک تخصصی خورشیدی کشور در شهرستان بافت صادر و با توفیق الهی زمین شهرک (در جاده انجرک) به وسعت 190 هکتار و با هدف تولید 100 مگاوات برق متناسب با نیازهای توسعه ای شهرستانهای بافت، رابر و ارزوئیه در خرداد ۱۴۰۲ کلنگ زنی شد. نقشه برداری و طراحی سایت توسط مشاور انجام و 100 میلیارد ریال برای زیرسازی اختصاص یافت و قطعات فاز اول شهرک در خرداد ۱۴۰۳ با پیش پرداخت 20 درصد و اقساط 10 ساله آماده واگذاری به سرمایه گذاران می باشد. با توجه به آماده بودن زیرساخت نصب پنل های خورشیدی، مشارکت سرمایه گذاران حقیقی و حقوقی به خصوص حضور شرکت های صنعتی مستقر در بافت مانند فولاد بافت، فروکروم، پتروشیمی و ملی مس ایران دربهره برداری نیروگاه تسریع به عمل می آید.   
احداث خط ۴۰۰ کیلوولت شاهماران: این خط به طول ۲۳ کیلومتر با هدف افزایش قابلیت توان شهرستان‌های بافت، رابر و ارزوئیه با اعتبار 500 میلیارد تومان احداث شده است. 
احداث پست فوق توزیع 132 کیلوولت رابر: زمین پست برق تملک و عملیات اجرایی آن آغاز شده و انشالله سال 1404 به بهره برداری می رسد. 
احداث خط 132 کیلوولت بافت-رابر: این خط به طول 70 کیلومتر در حال احداث می باشد. ان شالله در سال 1404 به بهره برداری می رسد
احداث پست فوق توزیع 132 کیلوولت بافت:  این پست با مشارکت 40درصد وزارت نیرو،30درصد شهرکهای صنعتی و 30درصد سازمان برنامه بودجه استان به شرکت برق منطقه ای کرمان ابلاغ شده و در سال ۱۴۰۳ عملیات اجرایی آن شروع میشود.
سایر پیگیری های آقای محمدی در حوزه برق: 
1. پیگیری رفع مشکل قطعی برق موتور پمپ های کشاورزی  
2. پیگیری جایگزینی کابهای خودنگه دار به جای سیمی برای شبکه توزیع سه شهرستان
3. پیگیری و جذب اعتبار سلولهای خورشیدی برای عشایر سه شهرستان
4. پیگیری برق رسانی به روستاهای فاقد برق 
- جاده و مسکن

راه‌سازی در محرومیت زدایی، توسعه گردشگری، توسعه پایدار، جذب سرمایه و افزایش رفاه مردم نقش اساسی دارد. از این رو آقای محمدی در دوره نمایندگی خود، اهتمام ویژه ای به جاده سازی، بهسازی راههای بین شهری و روستایی داشتند. خوشبختانه پیگیری های دلسوزانه و مستمر ایشان، موفقیت آمیز و منجر به جذب بودجه و فعال شدن راه ها از جمله موارد زیر شد:
باند دوم محور کرمان- بافت: اداره کل راه و شهرسازی استان کرمان متولی عملیات اجرائی ساخت باند دوم محور کرمان-بافت و بافت-ارزوئیه-حاجی بود که پروژه نه تنها پیشرفت قابل قبول و مطلوبی نداشت بلکه در برخی محورها حتی یک متر جاده هم به بهره برداری نرسید. آقای محمدی با پیگیری های خود لغو تفویض اختیار پروژه را از اداره کل راه و شهرسازی کرمان و انتقال به اختیار شرکت مادر تخصصی ساخت و توسعه زیربناهای حمل و نقل کشور پیگیری نمود که احداث 41 کیلومتر در چهار قطعه در بهمن ماه ۱۴۰۲ در حال اجرا بود که مقرر بود با پیمان سپاری قطعه چهارم(حدفاصل کفنوئیه تا دوراهی لاله زار) این میزان به 55کیلومتر می رسد.
حدفاصل بیدان تا کیسکان به طول ۶ کیلومتر: این پروژه به طول ۶ کیلومتر در سال ۱۳۹۳ شروع شد اما سالها تعطیل بود. با پیگیری بودجه جذب و عملیات اجرایی مجدد فعال شد.
حدفاصل کیسکان تا دو راهی لاله زار: در نیمه دوم سال 1400 عملیات اجرایی احداث باند دوم محور کرمان-بافت با حضور نایب رئیس مجلس شورای اسلامی آغاز شد که حدفاصل کیسکان تا کفنوئیه به طول ۸ کیلومتر تا بهمن ۱۴۰۲ بیش از 18% پیشرفت فیزیکی داشت. قطعه بعدی حدفاصل کفنوئیه تا دوراهی لاله زار به طول 14کیلومتر، در مرحله برگزاری مناقصه و انتخاب پیمانکار قرار گرفت.
باند دوم محور بافت-ارزوئیه-حاجی آباد: با توجه به عملکرد ضعیف پیمانکار پروژه احداث ابتدای جاده بافت به سمت ارزوئیه  به طول 6.5 کیلومتر، پیمانکار جدید در دستور کار قار گرفت و  حدفاصل سه راه ثارا... تا گیجوئیه به طول 2۳ کیلومتر با انتخاب پیمانکار توانمند به سرعت در حال اجرا است. همچنین مسیر عملیات اجرائی پنج کیلومتر از مسیر ارزوئیه-وکیل آباد در سال ۱۴۰۲ آغاز شد.
باند دوم محورجیرفت-رابر-بافت-سیرجان:  باند دوم بافت به سیرجان به طول ۱۴ کیلومتر در سال ۱۴۰۰  شروع  و در فروردین ۱۴۰۲ زیر بار ترافیک رفته و بودجه یک قطعه پنج کیلومتری در امتداد آن تامین و در پایان سال ۱۴۰۲ در مرحله مناقصه برای انتخاب پیمانکار قرار گرفت.
احداث باند دوم محور رابر – جیرفت: عملیات اجرائی مسیر رابر-جیرفت به طول شش کیلومتر (رابر تا قنات ملک) در سال ۱۴۰۰ آغاز و تا اردیبهشت ۱۴۰۳ نزدیک به ۲۰ درصد پیشرفت فیزیکی داشت
محور خبر-وکیل آباد: بخشی از زیرسازی و ابنیه پروژه جاده‌ خبر-وکیل آباد، در دهه ۶۰ شروع که پس از یک سال پروژه  تعطیل و رها شد. پیرو مطالبات مردمی و با پیگیری های مستمر آقای محمدی نماینده مردم، پروژه محور خبر- وکیل آباد در پیوست یک قانون بودجه قرار گرفت. اجرای این پروژه فاصله را ۷۵ کیلومتر کاهش داده و به توسعه گردشگری و افزایش درآمد مردم منطقه کمک موثری می نماید.
جاده رابر – کرمان: احداث جاده مستقیم رابر-کرمان، علاوه بر کاهش مسافت نقش مهمی در توسعه اقتصادی رابر خواهد داشت. چرا که رابر دارای معادن غنی مس و طلا است و احداث جاده مستقیم رابر-کرمان، دسترسی به این معادن را آسان‌تر کرده و زمینه توسعه صنایع معدنی و سایر صنایع در این منطقه را فراهم خواهد کرد پیگیری های ِآقای محمدی منجر به تصویب احداث جاده رابر-کرمان با بودجه شرکت ملی صنایع مس ایران شد.
عضو کمیسون اقتصادی مجلس شورای اسلامی
نائب رئیس فراکسیون معدن
فرهنگ ایثار و شهادت
ایثارگران
دفاع و اقتدار ملی
اصناف و اشتغال
محیط زیست
شفاف سازی مالی
حقوق و پیشبرد قوانین
مقابله با آسیب های اجتماعی
توسعه زیرساخت های فرهنگی، سیاحتی و نمایشگاهی
محرومیت زدایی و جهادی
مهدویت
صنعت و صنعتگران
معدن و صنایع معدنی
مبارزه با فساد
یونسکو و شهرهای جهانی ایران
عضو گروه های دوستی بین المللی ارمنستان، لهستان‌، چک، کامرون و ماداگاسکار
عضو ناظر شورای عالی بیمه در مجلس شورای اسلامی
عضو ناظر مجلس شورای اسلامی در هیأت امنای صندوق بیمه حوادث طبیعی ساختمان

## جستارهای مرتبط
- محمدرضا پورابراهیمی
- محمدمهدی زاهدی
- موسی غضنفرآبادی